# Лу Рийд
Луис Алън „Лу“ Рийд (на английски: Lewis Allen „Lou“ Reed) (1942 – 2013) е американски рок певец, китарист и автор на песни.
Като член на The Velvet Underground през 1960 година, Рийд разкрива нови полета в рока, представяйки малко по-зрели и интелектуални теми в един жанр, който тогава е бил смятан за жанра на деца и тийнейджъри.
Той първо намира изява като китарист и главен автор на песни в The Velvet Underground (1965 – 1973). Групата получава сравнително малко внимание през нейния живот, но е смятана за семето, от което много групи за алтернативна рок музика са израснали. Като главен автор на песните, Рийд е писал по много теми, които тогава са били табу: садомазохизъм („Venus in Furs“), травестити („Sister Ray“), транссексуалност („Lady Godiva's Operation“), проституция („There She Goes Again“) и употреба на наркотици („I’m Waiting for the Man“, „White Light/White Heat“, „Heroin“). Като китарист, той използва по новаторски начин абразивният дисторжън, както и нестандартни настройки. Дълбокият му глас, на който липсва особена емоционална яркост, много прилича на този на Боб Дилън и е напълно спокоен от липсата на допълнителни тренировки, е не по-малко важен за неговото музикално влияние.
Рийд започва дълга и наелектризираща соло кариера през 1971. Той бързо продуцира хит същата година с името „Walk on the Wild Side“, който за повече от десетилетие има голям комерсиален успех... Като най-летливите и променливи рок персонажи, Рийд прави нелогични и противоречиви албуми, които смущават критиците, които се молят за завръщането на the Velvet Underground. Най-ярък пример за неговата палавост е двойният албум „Metal Machine Music“ издаден през 1975, който по-късно Риийд коментира по следния начин: „Никой не бива да направи подобно нещо и след това да оцелее“. Въпреки тези обрати през последните години на осемдесетте, Рийд отново спечелва широко интереса на хората, като един от учителите в рока.
Дава гласа си за анимационните филми „Артур и отмъщението на Малтазар“ и „Артур и войната на двата свята“, в ролята на Малтазар.
На 15 юни 2011 „Металика“ обявяват, че са завършили записите на десет песни с Лу Рийд. На официалния сайт на проекта е обявено, че общ албум, наречен „Lulu“, ще бъде издаден на 31 октомври 2011 (в Северна Америка на 1 ноември).
През май 2013 г., Рийд претърпява трансплантация на черен дроб в Кливланд и се възстановява използвайки упражнения „тай чи“. На 27 октомври 2013 г., на 71 г., умира от чернодробно заболяване в дома си в Саутхемптън, Лонг Айлънд, Ню Йорк.
В деня на смъртта си, Рийд е трябвало да влезе в студиото с Лана Дел Рей, за да запишат парчето ѝ Brooklyn Baby в дует за албума на Лана – Ultraviolence от 2014 г.